# Tjuvbackarna

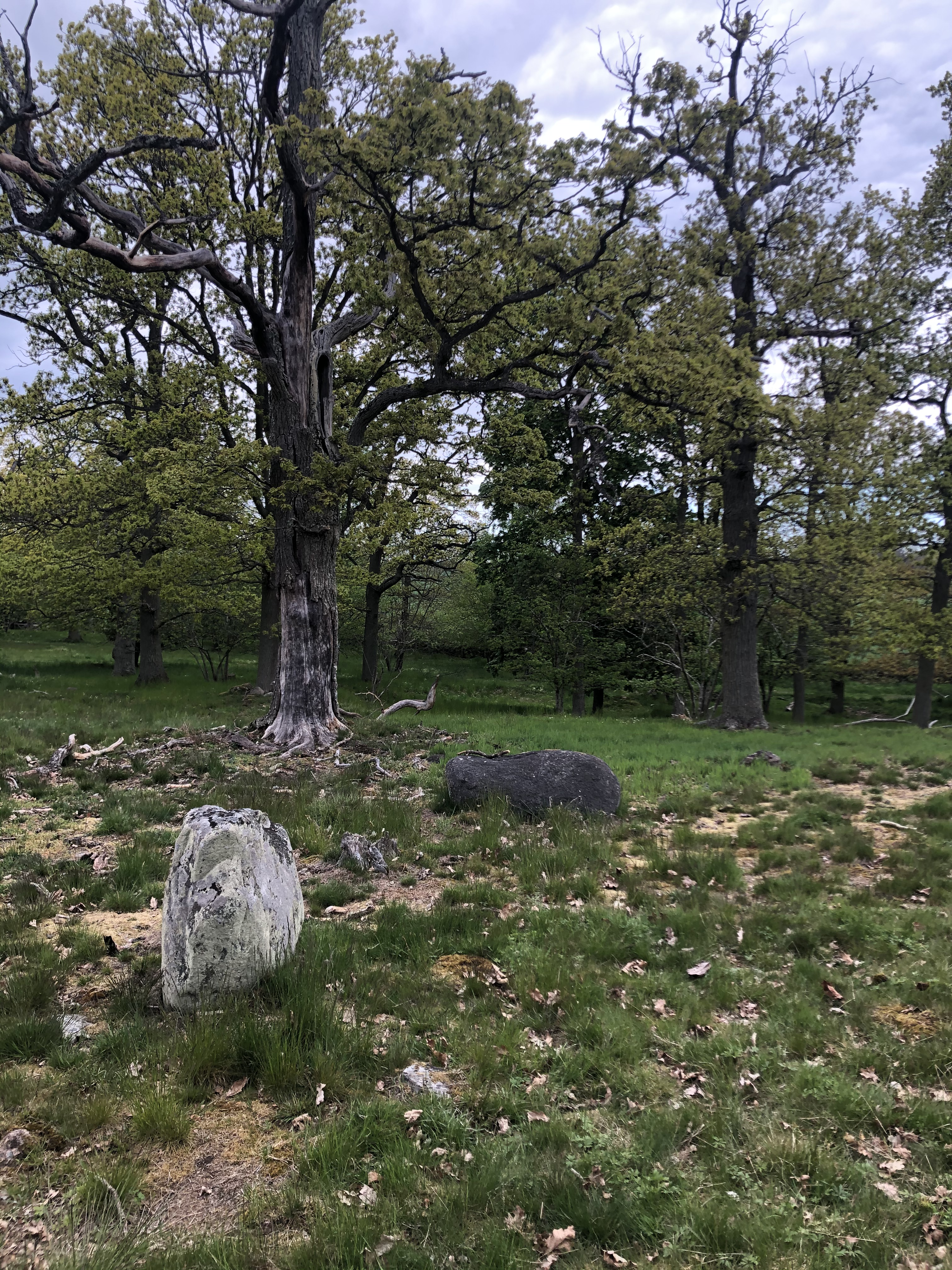
De betade delarna av Tjuvbackarna har en gles, solbelyst ekskog med mycket död ved.

Tjuvbackarna är ett stadsnära kommunalt naturområde i Kalmar, Småland, beläget i utkanten av staden norr om Hagbygärde industriområde och i väster gränsande mot flygplatsen och i öster mot Trångsundsvägen. Området är ca 15 hektar och består av en smal moränrygg i öst-västlig riktning och delas i mindre delområden av Elverslösavägen, vägen mot Tyska Bruket samt av järnvägen norrut. Biotopen i huvudområdet är en gles betad hagmark med stort inslag av ek. Träden är präglade av en längre tids bete, med breda kronor och inslag av död ved. Tjuvbackarna är ett av flera områden i Kalmar (andra exempel är Djurängshagarna) som hyser stora naturvärden för insekter och lavar knutna till solbelysta äldre ekar. I en inventering av skalbaggsfaunan 2011-2012 fann man 33 rödlistade arter, inklusive rovbarkborren Oxylaemus variolosus som tidigare troddes utdöd. Som ett led i skötselarbetet har ett antal så kallade mulmholkar satts upp i Tjuvbackarna för insektsarter som bebor ihåliga ekar. I området finns också flera fornlämningar, inklusive 80 gravar från perioden yngre järnålder till vikingatid.